# امیلیو پیکسه
امیلیو پیکسه (انگلیسی: Emílio Peixe؛ زادهٔ ۱۶ ژانویهٔ ۱۹۷۳) بازیکن سابق فوتبال اهل پرتغال است که عمدتاً در پست هافبک دفاعی بازی می‌کرد و در حال حاضر سرمربی تیم ملی فوتبال زیر ۲۳ سال کویت است.
وی همچنین در تیم‌های ملی فوتبال زیر ۲۰ سال پرتغال، زیر ۲۱ سال پرتغال، زیر ۲۱ سال پرتغال، زیر ۲۰ سال پرتغال، زیر ۲۱ سال پرتغال، زیر ۲۳ سال پرتغال، و پرتغال بازی کرده‌است.